# Coppa Italia Semiprofessionisti 1977-1978

## Fase eliminatoria a gironi

### Squadre e gironi
- Girone 1:  Savona,  Albese,  Asti
- Girone 2:  Sant'Angelo,  Alessandria,  Derthona
- Girone 3:  Pro Vercelli,  Juniorcasale,  Biellese
- Girone 4:  Novara,  Omegna,  Vigevano
- Girone 5:  Pro Patria,  Lecco,  Legnano
- Girone 6:  Pergocrema,  Seregno,  Aurora Desio
- Girone 7:  Trento,  Audace SME,  Bolzano
- Girone 8:  Parma,  Piacenza,  Mantova
- Girone 9:  Padova,  Monselice,  Clodia Sottomarina
- Girone 10:  Udinese,  Treviso,  Montebelluna
- Girone 11:  Triestina,  Mestrina,  Venezia
- Girone 12:  SPAL,  Reggiana,  Carpi
- Girone 13:  Forlì,  Riccione,  Cattolica
- Girone 14:  Pisa,  Livorno,  Massese
- Girone 15:  Montecatini,  Prato,  Empoli
- Girone 16:  Viareggio,  Spezia,  Lucchese
- Girone 17:  Arezzo,  Sangiovannese,  Sansepolcro
- Girone 18:  Siena,  Grosseto,  Viterbese
- Girone 19:  Civitanovese,  Anconitana,  Fano
- Girone 20:  Giulianova,  Teramo,  Chieti
- Girone 21:  Pro Vasto,  Lanciano,  Campobasso
- Girone 22:  Banco di Roma,  Olbia,  Torres
- Girone 23:  Benevento,  Latina,  Frosinone
- Girone 24:  Juve Stabia,  Sorrento,  Giugliano
- Girone 25:  Nocerina,  Paganese,  Palmese
- Girone 26:  Turris,  Salernitana,  Pro Cavese
- Girone 27:  Matera,  Potenza,  Barletta
- Girone 28:  Crotone,  Gallipoli,  Brindisi
- Girone 29:  Reggina,  Cosenza,  Morrone Cosenza
- Girone 30:  Messina,  Catania,  Siracusa
- Girone 31:  Vittoria,  Gela J.T.,  Ragusa
- Girone 32:  Trapani,  Marsala,  Alcamo

## Fase a eliminazione diretta

### Sedicesimi di finale
| Squadra 1   | Totale | Squadra 2     | Andata     | Ritorno         |
| ----------- | ------ | ------------- | ---------- | --------------- |
|             |        |               | 26.10.1977 | 16.11.1977      |
| Savona      | 1 - 3  | Pro Vercelli  | 0 - 0      | 1 - 3 (dts)     |
| Pro Patria  | 2 - 3  | Novara        | 0 - 0      | 2 - 3           |
| Sant'Angelo | 3 - 2  | Viareggio     | 2 - 1      | 1 - 1 (dts)     |
| Montecatini | 2 - 1  | Pisa          | 2 - 0      | 0 - 1           |
| Parma       | 1 - 2  | Pergocrema    | 0 - 1      | 1 - 1           |
| SPAL        | 1 - 2  | Trento        | 0 - 1      | 1 - 1           |
| Triestina   | 4 - 5  | Udinese       | 2 - 2      | 2 - 3 (dts)     |
| Forlì       | 4 - 0  | Padova        | 4 - 0      | 0 - 0           |
| Arezzo      | 1 - 2  | Siena         | 0 - 0      | 1 - 2 (dts)     |
| Giulianova  | 7 - 3  | Civitanovese  | 7 - 1      | 0 - 2           |
| Pro Vasto   | 3 - 5  | Juve Stabia   | 2 - 1      | 1 - 4           |
| Benevento   | 1 - 5  | Banco di Roma | 1 - 4      | 0 - 1           |
| Turris      | 1 - 4  | Nocerina      | 1 - 0      | 0 - 4           |
| Crotone     | 4 - 4  | Matera        | 2 - 1      | 2 - 3 (4-3 dcr) |
| Messina     | 1 - 3  | Reggina       | 1 - 0      | 0 - 3           |
| Trapani     | 1 - 2  | Vittoria      | 0 - 0      | 1 - 2           |

### Ottavi di finale
| Squadra 1    | Totale | Squadra 2     | Andata     | Ritorno         |
| ------------ | ------ | ------------- | ---------- | --------------- |
|              |        |               | 08.02.1978 | 08.03.1978      |
| Pro Vercelli | 1 - 2  | Novara        | 0 - 0      | 1 - 2           |
| Sant'Angelo  | 3 - 1  | Montecatini   | 2 - 1      | 1 - 0           |
| Trento       | 3 - 1  | Pergocrema    | 2 - 1      | 1 - 0           |
| Udinese      | 3 - 1  | Forlì         | 2 - 0      | 1 - 1           |
| Giulianova   | 1 - 1  | Siena         | 1 - 0      | 0 - 1 (5-4 dcr) |
| Juve Stabia  | 3 - 3  | Banco di Roma | 1 - 1      | 2 - 2 (5-4 dcr) |
| Crotone      | 0 - 1  | Nocerina      | 0 - 0      | 0 - 1 (dts)     |
| Vittoria     | 1 - 2  | Reggina       | 1 - 0      | 0 - 2           |

### Quarti di finale
| Squadra 1   | Totale | Squadra 2  | Andata     | Ritorno         |
| ----------- | ------ | ---------- | ---------- | --------------- |
|             |        |            | 05.04.1978 | 19.04.1978      |
| Sant'Angelo | 3 - 4  | Novara     | 2 - 0      | 1 - 4           |
| Trento      | 1 - 3  | Udinese    | 1 - 1      | 0 - 2           |
| Juve Stabia | 1 - 5  | Giulianova | 1 - 1      | 0 - 4           |
| Nocerina    | 2 - 2  | Reggina    | 2 - 1      | 0 - 1 (2-4 dcr) |

### Semifinali
| Squadra 1  | Totale | Squadra 2 | Andata     | Ritorno         |
| ---------- | ------ | --------- | ---------- | --------------- |
|            |        |           | 17.05.1978 | 31.05.1978      |
| Udinese    | 3 - 3  | Novara    | 3 - 1      | 0 - 2 (3-2 dcr) |
| Giulianova | 1 - 2  | Reggina   | 1 - 1      | 0 - 1           |

### Finale
- Dato che le due squadre non hanno trovato l'accordo su dove disputare la finale, si è proceduto col sorteggio che ha sorriso alla squadra in maglia amaranto.
- La finale è stata sospesa al 77' minuto per la fitta sassaiola lanciata dagli spalti. Il giudice sportivo ha confermato il risultato sul campo.

| Arbitro: | D'Elia (Salerno) |

| |            | |
| | Marcatori  | 45’ De Bernardi 52’ (rig.) Bonora                                                                                 |
| Tortora Olivotto Scoppa (56' Condemi) Missirioli Spadato Spinelli Rappa Pianca (74' Toscano) Labellarte Gatti Snidaro | Formazioni | Della Corna Bonora Fanesi Leonarduzzi Apostoli Riva De Bernardi (74' Osti) Gustinetti Pellegrini Bencina Ulivieri |
| Rosario Sbano | Allenatori | Massimo Giacomini                                                                                                 |